# Alessandro Calori
Alessandro Calori (Arezzo, 29 agosto 1966) è un allenatore di calcio ed ex calciatore italiano, di ruolo difensore.

## Carriera

### Giocatore

Calori in azione al Perugia nel 1999

Cresciuto nelle giovanili dell'Arezzo, Calori esordì nel calcio professionistico nel 1985, con il Montevarchi. Nella stagione 1989-1990 passò al Pisa, poi nel 1991 venne ingaggiato dall'Udinese, con cui disputò 7 stagioni in Serie A, diventando anche capitano della squadra.
Nella stagione 1999-2000 giocò per il Perugia, allenato da Carlo Mazzone, rivelandosi l'uomo decisivo per l'assegnazione dello scudetto: segnò infatti, all'ultima giornata di Serie A, il gol della vittoria del Perugia contro la Juventus per 1-0 (che, a quanto egli stesso dichiarò, era la squadra della quale era tifoso), sancendo con la sconfitta dei bianconeri la vittoria del campionato da parte della Lazio.
Nel 2000 si trasferì, assieme al tecnico Mazzone, al Brescia, squadra con la quale rimase per due stagioni. Nel 2002 passò in seguito al Venezia, disputando due campionati di Serie B fino al 2003-2004, quando decise di ritirarsi come calciatore.

### Allenatore

#### Venezia, Triestina, Sambenedettese e Avellino
Nella stagione calcistica 2003-2004 (l'ultima della sua carriera da calciatore) Calori venne nominato team manager del Venezia, allora allenato da Angelo Gregucci, per poi diventare allenatore in seconda del Venezia di Julio César Ribas l'anno successivo.
Nella stagione 2005-2006 ha allenato la Triestina in Serie B, in collaborazione con Adriano Buffoni (non essendo ancora in possesso del patentino di 2ª categoria), ma dopo la prima sconfitta subìta in campionato dalla squadra, l'allora presidente Flaviano Tonellotto decise di esonerare entrambi.
Nel 2006 passò ad allenare la Sambenedettese in Serie C1, ma anche lì venne licenziato in anticipo.
Nel marzo 2008, Calori è stato nominato allenatore dell'Avellino al posto dell'esonerato Guido Carboni, con l'obiettivo di ottenere la salvezza della squadra irpina in Serie B. L'esordio è vittorioso a discapito del Rimini, ma non riuscirà a evitare la retrocessione in Serie C, avvenuta matematicamente alla penultima giornata di campionato, poi però evitata grazie a un ripescaggio in estate.

#### Portogruaro-Summaga, Padova, Brescia e Novara
Il 9 febbraio 2009 è stato scelto come tecnico del Portogruaro-Summaga, formazione militante in Lega Pro Prima Divisione. Il 9 maggio del 2009-2010 ottiene una storica promozione in Serie B con il Portogruaro-Summaga, battendo, nello scontro diretto all'ultima giornata, il Verona.

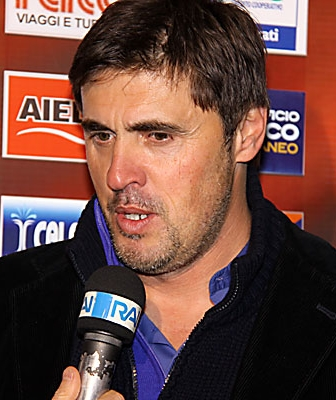
Calori nel 2009

Il 2 luglio 2010 diventa il nuovo capo allenatore del Padova, formazione militante in Serie B. Il 15 marzo 2011, in seguito alla sconfitta per 3-1 nel derby contro il Cittadella, viene sollevato dall'incarico.
Il 12 dicembre seguente viene chiamato dal Brescia in sostituzione di Giuseppe Scienza; quattro giorni più tardi ottiene la sua prima vittoria nella trasferta vinta per 2-0 contro il Livorno. Sulla panchina del Brescia ottiene cinque vittorie consecutive, senza subire un gol e ottenendo un'imbattibilità di più di 900 minuti. La serie di vittorie si ferma con il pari per 0-0 con la Juve Stabia. Il 5 giugno 2013 la società lombarda comunica il termine del rapporto di lavoro con il tecnico.
Il 18 novembre seguente diventa il nuovo allenatore del Novara, formazione di Serie B, sostituendo Alfredo Aglietti. Calori è esonerato e sostituito il 16 febbraio 2014 con il club in zona retrocessione.

#### Ritorno a Brescia, Trapani e Ternana
Il 18 febbraio 2015, a distanza di un anno e mezzo, torna al Brescia. Il 26 maggio, dopo la retrocessione del club lombardo in Lega Pro, viene esonerato (anche se poi la società sarà ripescata al posto del Parma, retrocesso dalla Serie A, dichiarato fallito e dunque non iscritto tra i cadetti).
Il 3 dicembre 2016, a seguito dell'esonero di Serse Cosmi, diventa il nuovo allenatore del Trapani. La sua nomina riesce a rivitalizzare la squadra, da lui rilevata all'ultimo posto in classifica della Serie B 2016-2017: i siciliani disputano infatti un buon girone di ritorno, totalizzando 31 punti. Ciò tuttavia non è sufficiente per conseguire la salvezza: a fine stagione, dopo tre sconfitte consecutive nelle ultime tre partite di campionato, i granata si piazzano quart'ultimi e retrocedono direttamente, senza nemmeno disputare i play-out, poiché viene superato anche l'obiettivo minimo dei 4 punti di distanza per giocare gli spareggi. Rimane con la società siciliana anche la stagione seguente, con l'obiettivo di riportare in Serie B la squadra; tuttavia non otterrà la promozione diretta piazzandosi al 3º posto: costretto a partecipare ai play-off della Serie C 2017-2018, il Trapani verrà già eliminato dal Cosenza (poi vincitore). In seguito rescinde anticipatamente il contratto che lo legava al club, venendo sostituito da Vincenzo Italiano.
Il 20 gennaio 2019 viene scelto per guidare la Ternana in Serie C, succedendo all'esonerato Luigi De Canio. La sua avventura sulla panchina umbra non dura neanche un mese: il 14 febbraio, a causa di 2 pareggi e 4 sconfitte, viene sollevato dall'incarico e successivamente gli subentra Fabio Gallo.

#### Lazio Primavera
L'11 giugno 2021 diventa il nuovo tecnico della squadra Primavera della Lazio, sostituendo l'esonerato Leonardo Menichini e tornando così in panchina a oltre due anni dalla precedente esperienza. Il suo apporto non riuscirà però, nell'immediato, a evitare la retrocessione dei capitolini nel Campionato Primavera 2, dopo aver perso i play-out contro i pari età del Bologna. Comunque confermato sulla panchina laziale, la stagione seguente è autore di un buon percorso nella regular season del campionato, raggiungendo la qualificazione ai play-off dove i biancocelesti saranno poi eliminati al primo turno dai pari età del Brescia.

## Fuori dal campo
Il 21 ottobre 1997, raccoglie i momenti di attesa prima del match di Coppa UEFA all'Amsterdam Arena contro l'Ajax in appunti, che pubblicherà pochi mesi dopo ne Il capitano racconta. Nel libro descrive le proprie sensazioni e i comportamenti dei compagni di squadra nelle ore che precedono le partite della fantastica stagione dell'Udinese di Zaccheroni che si concluderà con il terzo posto in Serie A.

## Statistiche

### Presenze e reti nei club
| Stagione           | Squadra            | Campionato         | Campionato | Campionato | Coppa nazionale | Coppa nazionale | Coppa nazionale | Coppe continentali | Coppe continentali | Coppe continentali | Altre coppe | Altre coppe | Altre coppe | Totale | Totale |
| Stagione           | Squadra            | Comp               | Pres       | Reti       | Comp            | Pres            | Reti            | Comp               | Pres               | Reti               | Comp        | Pres        | Reti        | Pres   | Reti   |
| ------------------ | ------------------ | ------------------ | ---------- | ---------- | --------------- | --------------- | --------------- | ------------------ | ------------------ | ------------------ | ----------- | ----------- | ----------- | ------ | ------ |
| 1984-1985          | Arezzo             | B                  | 0          | 0          | CI              | 0               | 0               | -                  | -                  | -                  | -           | -           | -           | 0      | 0      |
| 1985-1986          | Montevarchi        | C2                 | 15         | 0          | CI-C            | ?               | ?               | -                  | -                  | -                  | -           | -           | -           | 15+    | 0+     |
| 1986-1987          | Montevarchi        | C2                 | 8          | 0          | CI-C            | ?               | ?               | -                  | -                  | -                  | -           | -           | -           | 8+     | 0+     |
| 1987-1988          | Montevarchi        | C2                 | 34         | 2          | CI-C            | ?               | ?               | -                  | -                  | -                  | -           | -           | -           | 34+    | 2+     |
| 1988-1989          | Montevarchi        | C1                 | 21         | 1          | CI-C            | ?               | ?               | -                  | -                  | -                  | -           | -           | -           | 21+    | 1+     |
| Totale Montevarchi | Totale Montevarchi | Totale Montevarchi | 78         | 3          |                 | ?               | ?               |                    | -                  | -                  |             | -           | -           | 78+    | 3+     |
| 1989-1990          | Pisa               | B                  | 37         | 0          | CI              | 1               | 0               | -                  | -                  | -                  | -           | -           | -           | 38     | 0      |
| 1990-1991          | Pisa               | A                  | 24         | 1          | CI              | 2               | 0               | -                  | -                  | -                  | CM          | ?           | ?           | 26+    | 1+     |
| Totale Pisa        | Totale Pisa        | Totale Pisa        | 61         | 1          |                 | 3               | 0               |                    | -                  | -                  |             | ?           | ?           | 64+    | 1+     |
| 1991-1992          | Udinese            | B                  | 35         | 0          | CI              | 4               | 0               | -                  | -                  | -                  | -           | -           | -           | 39     | 0      |
| 1992-1993          | Udinese            | A                  | 32+1       | 1+0        | CI              | 2               | 1               | -                  | -                  | -                  | -           | -           | -           | 35     | 2      |
| 1993-1994          | Udinese            | A                  | 32         | 2          | CI              | 4               | 0               | -                  | -                  | -                  | -           | -           | -           | 36     | 2      |
| 1994-1995          | Udinese            | B                  | 36         | 4          | CI              | 3               | 0               | -                  | -                  | -                  | -           | -           | -           | 39     | 4      |
| 1995-1996          | Udinese            | A                  | 30         | 0          | CI              | 1               | 0               | -                  | -                  | -                  | -           | -           | -           | 31     | 0      |
| 1996-1997          | Udinese            | A                  | 31         | 0          | CI              | 1               | 0               | -                  | -                  | -                  | -           | -           | -           | 32     | 0      |
| 1997-1998          | Udinese            | A                  | 30         | 3          | CI              | 4               | 0               | CU                 | 3                  | 0                  | -           | -           | -           | 37     | 3      |
| 1998-1999          | Udinese            | A                  | 31         | 0          | CI              | 4               | 0               | CU                 | 2                  | 0                  | -           | -           | -           | 36     | 0      |
| Totale Udinese     | Totale Udinese     | Totale Udinese     | 257+1      | 10+0       |                 | 23              | 1               |                    | 5                  | 0                  |             | -           | -           | 286    | 11     |
| 1999-2000          | Perugia            | A                  | 33         | 5          | CI              | 3               | 0               | Int                | 4                  | 0                  | -           | -           | -           | 40     | 5      |
| lug.-ott. 2000     | Perugia            | A                  | -          | -          | CI              | -               | -               | Int                | 2                  | 1                  | -           | -           | -           | 2      | 1      |
| Totale Perugia     | Totale Perugia     | Totale Perugia     | 33         | 5          |                 | 3               | 0               |                    | 6                  | 1                  |             | -           | -           | 42     | 6      |
| ott. 2000-2001     | Brescia            | A                  | 31         | 1          | CI              | 8               | 0               | -                  | -                  | -                  | -           | -           | -           | 39     | 1      |
| 2001-2002          | Brescia            | A                  | 32         | 0          | CI              | 6               | 0               | Int                | 3                  | 0                  | -           | -           | -           | 41     | 0      |
| Totale Brescia     | Totale Brescia     | Totale Brescia     | 63         | 1          |                 | 14              | 0               |                    | 3                  | 0                  |             | -           | -           | 80     | 1      |
| 2002-2003          | Venezia            | B                  | 32         | 1          | CI              | 1               | 0               | -                  | -                  | -                  | -           | -           | -           | 33     | 1      |
| 2003-2004          | Venezia            | B                  | 26+2       | 0          | CI              | 5               | 0               | -                  | -                  | -                  | -           | -           | -           | 33     | 0      |
| Totale Venezia     | Totale Venezia     | Totale Venezia     | 58+2       | 1+0        |                 | 6               | 0               |                    | -                  | -                  |             | -           | -           | 66     | 1      |
| Totale carriera    | Totale carriera    | Totale carriera    | 553        | 21         |                 | 49+             | 1+              |                    | 14                 | 1                  |             | ?           | ?           | 616+   | 23+    |

### Statistiche da allenatore
Statistiche aggiornate al 12 febbraio 2019. In grassetto le competizioni vinte.
| Stagione            | Squadra             | Campionato         | Campionato | Campionato | Campionato | Campionato | Coppe nazionali | Coppe nazionali | Coppe nazionali | Coppe nazionali | Coppe nazionali | Altre coppe | Altre coppe | Altre coppe | Altre coppe | Altre coppe | Totale | Totale | Totale | Totale | % Vittorie | Piazzamento       |
| Stagione            | Squadra             | Comp               | G          | V          | N          | P          | Comp            | G               | V               | N               | P               | Comp        | G           | V           | N           | P           | G      | V      | N      | P      | % Vittorie | Piazzamento       |
| ------------------- | ------------------- | ------------------ | ---------- | ---------- | ---------- | ---------- | --------------- | --------------- | --------------- | --------------- | --------------- | ----------- | ----------- | ----------- | ----------- | ----------- | ------ | ------ | ------ | ------ | ---------- | ----------------- |
| lug.-set. 2005      | Triestina           | B                  | 3          | 1          | 1          | 1          | CI              | 1               | 0               | 0               | 1               | -           | -           | -           | -           | -           | 4      | 1      | 1      | 2      | 25,00      | Eson.             |
| lug.-ott. 2006      | Sambenedettese      | C1                 | 5          | 0          | 1          | 4          | CI-C            | 4               | 1               | 1               | 2               | -           | -           | -           | -           | -           | 9      | 1      | 2      | 6      | 11,11      | Eson.             |
| mar.-giu. 2008      | Avellino            | B                  | 13         | 3          | 5          | 5          | CI              | -               | -               | -               | -               | -           | -           | -           | -           | -           | 13     | 3      | 5      | 5      | 23,08      | Sub., 19º (retr.) |
| feb. 2008-2009      | Portogruaro-Summaga | 1D                 | 13         | 5          | 5          | 3          | CI+CI-LP        | -               | -               | -               | -               | -           | -           | -           | -           | -           | 13     | 5      | 5      | 3      | 38,46      | Sub., 12º         |
| 2009-2010           | Portogruaro-Summaga | 1D                 | 34         | 16         | 11         | 7          | CI-LP           | 6               | 2               | 3               | 1               | SdL-1D      | 2           | 1           | 0           | 1           | 42     | 19     | 14     | 9      | 45,24      | 1º (prom.)        |
| Totale Portogruaro  | Totale Portogruaro  | Totale Portogruaro | 47         | 21         | 16         | 10         |                 | 6               | 2               | 3               | 1               |             | 2           | 1           | 0           | 1           | 55     | 24     | 19     | 12     | 43,64      |                   |
| 2010-mar. 2011      | Padova              | B                  | 31         | 8          | 13         | 10         | CI              | 2               | 1               | 0               | 1               | -           | -           | -           | -           | -           | 33     | 9      | 13     | 11     | 27,27      | Eson.             |
| dic. 2011-2012      | Brescia             | B                  | 23         | 11         | 5          | 7          | CI              | -               | -               | -               | -               | -           | -           | -           | -           | -           | 23     | 11     | 5      | 7      | 47,83      | Sub., 8º          |
| 2012-2013           | Brescia             | B                  | 42+2       | 15         | 17+2       | 10         | CI              | 1               | 0               | 0               | 1               | -           | -           | -           | -           | -           | 45     | 15     | 19     | 11     | 33,33      | 6º                |
| nov. 2013-feb. 2014 | Novara              | B                  | 11         | 3          | 2          | 6          | CI              | -               | -               | -               | -               | -           | -           | -           | -           | -           | 11     | 3      | 2      | 6      | 27,27      | Sub., Eson.       |
| feb.-giu. 2015      | Brescia             | B                  | 16         | 5          | 4          | 7          | CI              | -               | -               | -               | -               | -           | -           | -           | -           | -           | 16     | 5      | 4      | 7      | 31,25      | Sub., 18º         |
| Totale Brescia      | Totale Brescia      | Totale Brescia     | 83         | 31         | 28         | 24         |                 | 1               | 0               | 0               | 1               |             | -           | -           | -           | -           | 84     | 31     | 28     | 25     | 36,90      |                   |
| dic. 2016-2017      | Trapani             | B                  | 25         | 9          | 6          | 10         | CI              | -               | -               | -               | -               | -           | -           | -           | -           | -           | 25     | 9      | 6      | 10     | 36,00      | Sub., 19º (retr.) |
| 2017-2018           | Trapani             | C                  | 36+2       | 19         | 11         | 6+2        | CI+CI-C         | 3+2             | 2+0             | 0+1             | 1+1             | -           | -           | -           | -           | -           | 43     | 21     | 12     | 10     | 48,84      | 3º                |
| Totale Trapani      | Totale Trapani      | Totale Trapani     | 63         | 28         | 17         | 18         |                 | 5               | 2               | 1               | 2               |             | -           | -           | -           | -           | 68     | 30     | 18     | 20     | 44,12      |                   |
| gen.-feb. 2019      | Ternana             | C                  | 5          | 0          | 2          | 3          | CI-C            | 1               | 0               | 0               | 1               | -           | -           | -           | -           | -           | 6      | 0      | 2      | 4      | &0,00      | Sub., Eson.       |
| Totale carriera     | Totale carriera     | Totale carriera    | 261        | 95         | 85         | 81         |                 | 20              | 6               | 5               | 9               |             | 2           | 1           | 0           | 1           | 283    | 102    | 90     | 91     | 36,04      |                   |

## Palmarès

### Allenatore
- Lega Pro Prima Divisione: 1

Portogruaro-Summaga: 2009-2010